# Illice fuscilingua
Illice fuscilingua är en fjärilsart som beskrevs av Dyar 1914. Illice fuscilingua ingår i släktet Illice och familjen björnspinnare. Inga underarter finns listade i Catalogue of Life.